# باول نيكسون (دراج)
باول نيكسون (بالإنجليزية: Paul Nixon)‏ هو دراج أمريكي، ولد في 23 أبريل 1914 في نيويورك في الولايات المتحدة، وتوفي في 18 يناير 2008 في بلدة ليكوود ‏ في الولايات المتحدة.

## وصلات خارجية
- باول نيكسون على موقع إحصائيات الدراجات الإحترافية (الإنجليزية)
- باول نيكسون على موقع أوليمبيديا (الإنجليزية)